# Admannshagen-Bargeshagen
Admannshagen-Bargeshagen est une municipalité allemande du land de Mecklembourg-Poméranie-Occidentale et l'arrondissement de Rostock. En 2013, elle comptait 2 799 habitants.

## Source de la traduction
- (de) Cet article est partiellement ou en totalité issu de l’article de Wikipédia en allemand intitulé « Admannshagen-Bargeshagen » (voir la liste des auteurs).